# Аньдун (провинция)
Аньду́н (кит. трад. 安東省, упр. 安东省, пиньинь Āndōng shěng) — провинция северо-восточной части Китайской Республики. Занимала площадь 62279 км² с населением ок. 2970 тыс. чел. (1947). Административные центры — г. Тунхуа (1934—1939), г. Аньдун (совр. Даньдун, 1939—1945).

## История

Провинция Аньдун (1934—1945 гг.)

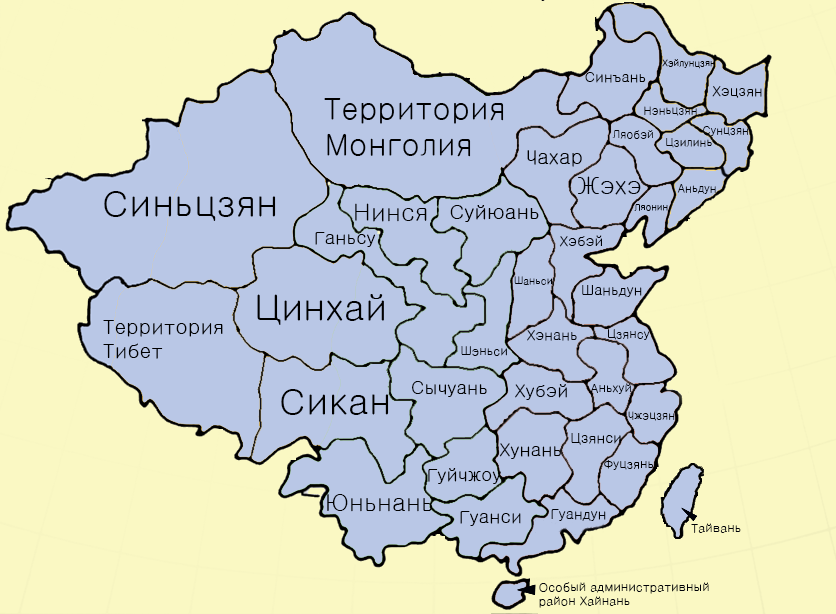
Административное деление Китайской Республики до 26 февраля 2002 года (с этой даты Тайвань отказался от претензий на территорию Монголии)

Название «Аньдун» означает усмирять Восток. Скорее всего, такое название было вдохновлено Протекторатом Усмирённого Востока времён династии Тан. 
С древних времён на территории провинции проживали в основном корейцы, маньчжуры и другие народы.
В 1907 году, после образования северо-восточных провинций, территория вошла в состав провинции Фэнтянь. В 1929 году, после переименования провинции Фэнтянь в Ляонин, продолжала входить в её состав. В 1932 году, после оккупации японскими войсками северо-восточного Китая, провинция вошла в состав Маньчжоу-го.
В 1934 году, когда контролируемый японцами Фэнтянь был разделён на 3 части (Аньдун, собственно Фэнтянь и Цзиньчжоу), Аньдун стал самостоятельной административной единицей Маньчжоу-го. В 1939 году Аньдун был разделён ещё на 2 части: собственно Аньдун и Тунхуа. По окончании 2-й Мировой войны гоминьдановское правительство вновь объединило провинции Аньдун и Тунхуа.
В 1949 году, под властью коммунистов, провинция Аньдун была упразднена как самостоятельная единица, её северная часть отошла к провинции Гирин, южная — к провинции Ляодун. Однако Китайская Республика не признаёт административное деление материкового Китая, и, соответственно, упразднение провинции Аньдун.
Площадь провинции (с 1934-1939 и 1945-1954 гг.) составляла 62 160 квадратных километров.